# ريم تلحمي
ريم تلحمي (ولدت في 6 أغسطس 1968 في الجليل) مغنية وممثلة فلسطينية، لها عدة أسطوانات وأغاني منفردة ومشاركات موسيقية ومسرحية، تقيم في فلسطين.

## سيرتها الفنية
تخرجت من أكاديمية روبين للموسيقى والرقص في القدس عام 1996، وعملت لسنتين في تدريس مادة الغناء في المعهد الوطني للموسيقى في القدس ورام الله. انضمت إلى فرق محلية مثل «غربة» و«وشم»، وتعاونت مع عازف البيانو اليونانى ساراندِس كاساراس وقدمت معه في عام 1991 جولة من 9 عروض موسيقية غنائية في كل أنحاء فلسطين نظمها مسرح القصبة في القدس، بالإضافة لتعاونها مع الفنان جميل السايح وفرقة «زمار» وشراكتها مع الفنان الملحن وعازف العود حبيب شحادة حنا التي نتجت عنها مجموعة من الأعمال الغنائية والغنائية المسرحية. كما تعاونت مع الملحن والمغني منعم عدوان في عدد من الاغنيات المنفردة التي كان آخرها أغنية «إلنا بلد»، وهي من كلمات الشاعر وضاح زقطان. تعاونت تلحمي أيضا مع الشعراء خالد جمعة وعرفات الديك والملحن والمغني باسل زايد والملحن إبراهيم نجم والملحن إبراهيم الخطيب. جزء من عروض ريم الحية، إحياء الأغاني الشعبية الفلسطينية علاوة على غناء مؤلفات جديدة وأعمال أصلية أساسها الكلمات. تجيد تلحمي الغناء الأوبرالي إضافة إلى أداء الأنماط الغنائية الشعبية والأغاني الفنية البديلة.
ظهرت في عدد من المهرجانات والحفلات خارج فلسطين، كان أولها عام 1992 في القاهرة في أمسية فلسطينية نظمها الاتحاد العام للفنانين الفلسطينيين، وبعده حازت على أول نقد مهني من الناقد المصري د. غالي شكري، ودعيت في نفس العام للمشاركة في مهرجان قرطاج الدولي في تونس ضمن «أصوات الحرية» الذي نظم في ذكرى مرور 25 عام على احتلال القدس، مع المايسترو الأستاذ محمد الجرفي، وشاركت في إحياء 4 حفلات موسيقية في مدن تونسية مختلفة. كما غنت ريم تلحمي في مهرجان المدينة في تونس أيضا في العام 2000 وقدمت ثلاث حفلات موسيقية في العاصمة وصفاقص، وعادت ريم تلحمي من جديد إلى تونس عام 2006 للمشاركة في مهرجان قرطاج المسرحي، في مسرحيتي جدارية محمود درويش للمسرح الوطني الفلسطيني وعرس الدم لمسرح القصبة، كما شاركت عام 2015 في مهرجان قابس وفي عام 2018 في مهرجان قرطاج الموسيقي الدولي عام 2018. كما شاركت في مهرجانات المسرح العربي، ومهرجان فجيج المسرحي في المغرب وعرض أوبرا كليلة ودمنة في الدار البيضاء، ومهرجان حي في مصر، وفي كل من مهرجان المسرح الأردني ومهرجان القلعة في الأردن، ومهرجاني دمشق الدولي والموسيقى في سورية، ومهرجان بيت الدين في لبنان، وفي مهرجان آكس أون بروفانس في فرنسا ومهرجان أيام الشارقة المسرحية ومهرجان الربيع في البحرين مع أوركسترا فلسطين للشباب.
ظهرت أيضا في عدة فعاليات فنية دولية في السويد والدنمارك وفرنسا واسبانيا وبلجيكا وألمانيا وسويسرا، حيث نتج عن الأخيرة تعاون فني مع الملحن والمايسترو السويسري فورتونات فروليخ [الألمانية] ومجموعته الغنائية كوور انتر كولتور (بالألمانية: choR inteR kultuR)‏ تمخض عنه عرض غنائي موسيقي لمجموعة من الموشحات الأندلسية وواسطوانة «عن الحب».

## أعمالها

### أسطوانات
- عاشقة، مع فرقة وشم، كلمات الشاعر وسيم الكردي وألحان الموسيقي سهيل خوري، 1993
- مزعوج، مع فرقة صابرين ومجموعة من الفنانين كلمات وألحان الموسيقي سعيد مراد، 2002
- بالسلامة يا عروسة، كلمات جورج إبراهيم وألحان حبيب شحادة حنا، 2006
- يحملني الليل، كلمات الشاعر خالد جمعة وألحان الموسيقي سعيد مراد، 2013
- عن الحب، مع فورتونات فروليخ وجوقة إنتر كورتور، 2017

### أغاني منفردة
- إغضب، مع عرفات الديك وإبراهيم نجم
- وينه صهيلك يا فرس، مع عرفات الديك وباسل زايد
- أداوي فيه، مع خالد جمعة ومنعم عدوان
- آه يمة، مع خالد جمعة ومحمود العبادي
- إلنا بلد، مع وضاح زقطان ومنعم عدوان.

### تمثيل ومسرح غنائي
- جدارية محمود درويش-عمل مسرحي شعري مع المسرح الوطني الفلسطيني إخراج نزار زعبي
- عرس الدم لفيديريكو غارثيا لوركا فيديريكو غارثيا لوركا مع مسرح القصبة إخراج نجيب غلال
- كلهم أبنائي لآرثر ميللر مع المسرح الوطني إخراج كامل الباشا.
- عقد هيلين، لكارول فريشيت مع المسرح الوطني إخراج نبيل الأظن
- نص كيس رصاص، لكامل الباشا مع المسرح الوطني إخراج عبد السلام عبده
- أخوات شكسبير مع مسرح الحارة إخراج فلوريديا.
- خيل تايهة، لعدنان العودة مع مسرح نعم إخراج إيهاب زاهدة - في دور «خيل»
- الملح الأخضر لعلاء عبد العزيز سليمان مع المسرح الوطني إخراج كامل الباشا.
- ميلك لبشار مرقص مع مسرح خشبة - حيفا
- رهين الجسد لراضي شحادة مع المسرح القروي - طمرة
- الأوبرا الشرقية كليلة ودمنة للملحن منعم عدوان عن نص لابن المقفع، كتبه الشاعر السوري فادي جومر لمهرجان إكس انبروفانس في فرنسا وأخرجه اوليفييه لوتيلييه.

## جوائز
- في عام 2014 فازت مسرحية خيل تايهة لمسرح نعم بجائزة الدكتور سلطان بن محمد القاسمي لأفضل عمل مسرحي عربي في مهرجان المسرح العربي الذي أقيم في الرباط المغرب.
- في عام 2019 نالت جائزة أفضل ممثلة عن دورها في «الملح الأخضر» في الدورة الثانية لمهرجان المسرح الفلسطيني، ونالت المسرحية جائزة أفضل عمل في المهرجان.

## وصلات خارجية
- Reem Talhami ريم تلحمي   على فيسبوك.
- ريم تلحمي على أنغامي
- reem-talhami على soundcloud
- Reem Talhami ريـــم تلحمـــي على Youtube